# The Aim of Design Is to Define Space
The Aim of Design is to Define Space (kürzer oft Aim of Design oder 'Aim' genannt) ist eine deutsche Rockband.

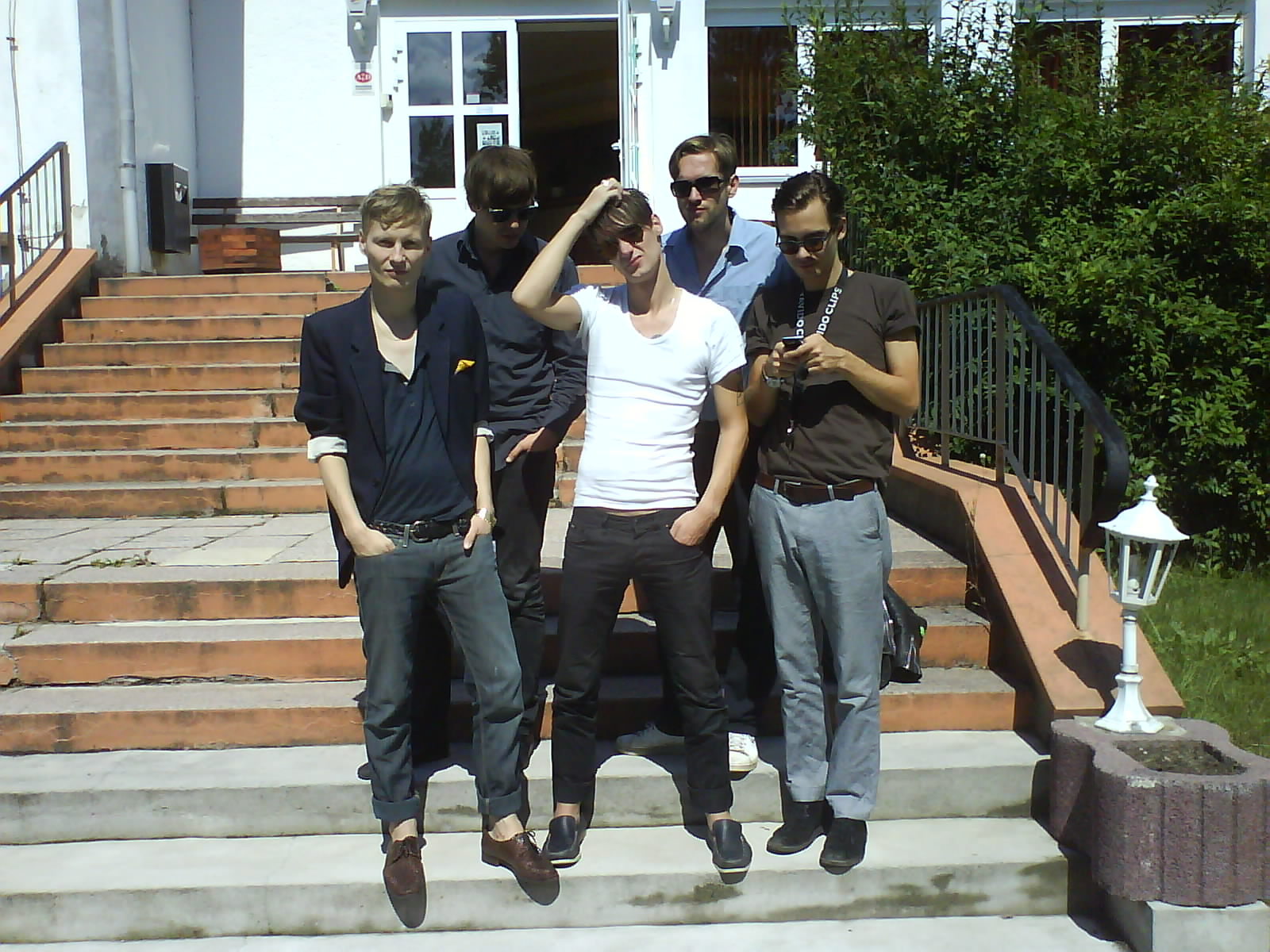
The Aim of Design is to Define Space backstage in Lugau

Die Mitglieder stammen aus Erkner und Gosen in Brandenburg bzw. Berlin-Hellersdorf. Ihre Lieder beschäftigen sich häufig mit der Armut und dem Alkoholismus in diesen Orten. Ihre Musik wird oft als eklektisch beschrieben, da in ihr Anleihen aus verschiedensten Stilen der Rockmusik zu hören sind.

## Geschichte
Anfangs produzierten sie beim Berliner Label R.O.T., wie die Gruppe MIA., deren Gitarrist Andy Penn 2001 bis 2003 auch Aim of Design angehörte und als Andreas Ross bei ihnen Schlagzeug spielte. Bei R.O.T. veröffentlichten The Aim of Design Is to Define Space 2003 im kleineren Stil ihre erste EP mit dem Titel Gosen U Can Rave II. Zwei anschließende Touren verliefen weitestgehend erfolglos, obwohl sie von der Musikpresse – insbesondere von der Musikredaktion der taz und der Intro – für ihren intellektuell verbrämten „Berlin-Brandenburg-Powerrock“ teilweise hoch gelobt wurden.
Im Oktober 2005 erschien bei ihrem neuen Label Hobby Deluxe das zweite Album, Aim of Design – Good Time (zuvor als Gosen gibt Gas bei R.O.T. aufgenommen und produziert), das über Indigo vertrieben wird. Diesmal bemüht man sich um weniger intellektualisierte Texte und zugänglichere Musik.
Am 22. Februar 2008 erschien das neue Album mit dem Titel "Aimthusiasm" bei dem Independentlabel Haute Areal. Zusätzlich hat die Band als Werbegag einen Kurzfilm gedreht, der als Pilot einer fiktiven Serie, ebenfalls mit dem Titel "Aimthusiasm", gedacht ist. Tatsächlich wird keine Serie folgen.
In dem Film Berlin am Meer (mit Robert Stadlober und Jana Pallaske) sind die Bandmitglieder in einer Szene zu sehen.

## Mitglieder
- Stephan Szulzewsky („Schulzky“) – Gitarre
- Martin Aleith („Einhorn“) – Gesang
- Henrik Aleith („Jeanz“) – Bass
- Jan Kucharski („Kuc“) – Schlagzeug
- Gregor Albrecht („Greg“) – Zweite Gitarre (seit 2007)
- Andreas Ross – Schlagzeug (2001–2003)

## Diskografie
- 2003: Gosen U Can Rave II
- 2005: Aim of Design – Good Time
- 2008: Aimthusiasm
- 2019: Clean Bible Dirty Christ – Single